# Mistrzostwa Świata w Wioślarstwie 2004
34. Mistrzostwa Świata w Wioślarstwie 2004 – odbyły się między 27 lipca a 1 sierpnia w Banyoles, w Hiszpanii podczas mistrzostw świata juniorów w wioślarstwie, gdzie rozegrane zostały jedynie konkurencje, których nie było na igrzyskach olimpijskich w Atenach.

## Medaliści

### Konkurencje mężczyzn
| Konkurencja                             | Złoto | Srebro | Brąz |
| M2+ (dwójka ze sternikiem)              | Włochy · Mattia Trombetta · Mario Palmisano · Luigi Longobardi | Polska · Marcin Wika · Piotr Basta · Rafał Cholewiński | Dania · Gunnar Levring · Morten Nielsen · Jacob Neergaard                                                                                       |
| M4+ (czwórka ze sternikiem)             | Włochy · Lorenzo Carboncini · Stefano Introzzi · Edoardo Verzotti · Valerio Massimo · Alessandro Speranza                                                           | Kanada · Rob Weitemeyer · Malcolm Howard · Peter Dembicki · Andrew Ireland · Stephen Cheng                                                                                           | Stany Zjednoczone · Andrew Brennan · Paul Daniels · Steve Coppola · Josh Inman · Marcus McElhenney                                              |
| LM1x (jedynka wagi lekkiej)             | Niemcy · Peter Ording | Szwajcaria · Stephan Steiner | Ukraina · Ołeksandr Serdiuk |
| LM4x (czwórka podwójna wagi lekkiej)    | Włochy · Franco Sancassani · Alessandro Lodigiani · Marcello Miani · Daniele Gilardoni                                                                              | Kanada · Jeff Bujas · Scott Moore · Matt Jensen · Daniel Parsons | Niemcy · Nils Budde · Matthias Schömann-Finck · Nils Ipsen · Jens Wittwer                                                                       |
| LM2- (dwójka bez sternika wagi lekkiej) | Dania · Bo Helleberg · Mads Andersen | Włochy · Nicola Moriconi · Salvatore Di Somma | Kanada · Douglas Vandor · Mike Lewis |
| LM8+ (ósemka wagi lekkiej)              | Francja · Franck Solforosi · Damien Margat · Alexis Saitta · Jérémy Pouge · Franck Bussiere · Vincent Faucheux · Nicolas Planque · Fabien Tilliet · Nicolas Majerus | Włochy · Santino Faggioli · Luigi Scala · Bruno Pasqualini · Giuseppe Del Gaudio · Fabrizio Gabriele · Stefano De Piccoli · Livio La Padula · Emanuele Federici · Gianluca Barattolo | Australia · George Roberts · Sam Waley · Ross Brown · Kaspar Hebblewhite · Thomas Gibson · Tom Nicholls · Tim Smith · Samuel Beltz · Marc Douez |

### Konkurencje kobiet
| Konkurencja                          | Złoto                                                                      | Srebro                                                                                        | Brąz                                                                                     |
| W4- (czwórka bez sternika)           | Francja · Marjolaine Rossit · Celia Foulon · Audrey Galy · Marie Le Nepvou | Rosja · Walerija Starodubrowska · Julija Inoziemcewa · Natalia Mielnikowa · Wiera Poczitajewa | Białoruś · Iryna Bazyleuskaya · Natallia Lialina · Tamara Samakhvalava · Hanna Nachajewa |
| LW1x (jedynka wagi lekkiej)          | Niemcy · Nina Gässler                                                      | Wielka Brytania · Jo Hammond                                                                  | Finlandia · Minna Nieminen                                                               |
| LW4x (czwórka podwójna wagi lekkiej) | Chiny · Wang Yanni · Deng Yanping · Tan Meiyun · Zhou Weijuan              | Kanada · Gen Meredith · Sheryl Preston · Shona Mclaren · Elizabeth Urbach                     | Stany Zjednoczone · Maria Picone · Mary Obidinski · Julie Nichols · Renee Hykel          |

## Klasyfikacja medalowa
| Lp. | Państwo           |   |   |   | Razem |
| --- | ----------------- | - | - | - | ----- |
| 1.  | Włochy            | 3 | 2 | – | 5     |
| 2.  | Niemcy            | 2 | – | 1 | 3     |
| 3.  | Francja           | 2 | – | – | 2     |
| 4.  | Dania             | 1 | – | 1 | 2     |
| 5.  | Chiny             | 1 | – | – | 1     |
| 6.  | Kanada            | – | 3 | 1 | 4     |
| 7.  | Polska            | – | 1 | – | 1     |
| 7.  | Wielka Brytania   | – | 1 | – | 1     |
| 7.  | Rosja             | – | 1 | – | 1     |
| 7.  | Szwajcaria        | – | 1 | – | 1     |
| 11. | Stany Zjednoczone | – | – | 2 | 2     |
| 12. | Finlandia         | – | – | 1 | 1     |
| 12. | Białoruś          | – | – | 1 | 1     |
| 12. | Ukraina           | – | – | 1 | 1     |
| 12. | Australia         | – | – | 1 | 1     |
|     | Razem             | 9 | 9 | 9 | 27    |